# Kathleen Van Brempt
Kathleen Van Brempt ([kɑtˈleːn vɑnˈbrɛmpt]; 18 de novembro de 1969) é uma política belga, membra do Vooruit. Atualmente, ela atua como membra do Parlamento Europeu (MEP).

## Carreira
Nas eleições europeias de 2009, Van Brempt foi eleita deputada do Parlamento Europeu. Foi reeleita nas eleições de 2014.
De 2009 a 2019, Van Brempt atuou no Comitê de Indústria, Pesquisa e Energia. Nessa cargo, foi membra da delegação de observadores do Parlamento Europeu à Conferência das Nações Unidas sobre Mudanças Climáticas de 2014 em Lima e à Conferência das Nações Unidas sobre Mudanças Climáticas de 2015 em Paris. Em 2016, Brempt foi nomeada presidente do inquérito sobre o escândalo de emissões da Volkswagen, para determinar se a UE deveria ter agido mais rapidamente para resolver o problema; ela não teve oposição. É membra da Comissão do Comércio Internacional (desde 2019), da delegação para Conferência sobre o Futuro da Europa (desde 2021)  e da Comissão Especial sobre a pandemia de COVID-19 (desde 2022).
Além disso, Brempt atuou nas delegações para relações com o Irã (2009–2014) e Canadá (2014–2019). Ela também é membra do Intergrupo para o Bem-Estar e Conservação dos Animais; o Intergrupo sobre Pobreza Extrema e Direitos Humanos; e o grupo de parlamentares que têm interesse em promover medidas que ajudem a reduzir a carga de doenças cardiovasculares (DCV).
Dentro do grupo Socialistas e Democratas, Brempt atuou como vice-presidente sob a liderança dos sucessivos presidentes Gianni Pittella (2014-2018) e Udo Bullmann (2018-2019). Nessa função, ela foi responsável pelo desenvolvimento sustentável, meio ambiente, indústria e transporte. Em março de 2018, ela perdeu a votação interna para escolher um novo líder; Bullmann recebeu 86 votos, enquanto Van Brempt obteve 61 votos.
Em dezembro de 2020, Van Brempt recebeu o prêmio de Comércio Internacional no MEP Awards da The Parliament Magazine. Em abril de 2022, foi eleita presidente da Comissão Especial do Parlamento sobre a COVID-19.